# Аднан Мухаммад
Аднан Мохаммад Якуб (народився 2 липня 1996) є пакистанський футболіст, який грає на позиції правого вінгера у першому дивізіоні чемпіонату Данії за клуб Люнгбю. Раніше він грав за «Норшелланн» та норвезький клуб Арендал.

## Клубна кар'єра

### Норшелланн
Мохаммед був переведений до складу першої команди Норшелланн влітку 2015 року, у віці 18 років. 
27 вересня 2015 року Мохаммед дебютував у Суперлізі в матчі проти футбольного клубу Орхус, який виграв з гарунком 2-0, де він вийшов на поле на 85-й хвилині, замінивши Маркуса Інгварцен . 

### Арендал
Після лише 11 матчів ліги за Нордсхелланд, Мохаммед перейшов до норвезького клубу «Арендал» 30 березня 2017 року.  
Мохаммад зіграв свій перший матч за клуб 9 квітня 2017 року проти суперника по національному чемпіонату "Улл/Кіса" .  Вже через 3 місяці його контракт був розірваний. Мохаммед виявив, що йому важко влаштуватися в новій країні і що він хоче повернутися в Данію . 

### ФК Хельсінгер
13 липня 2017 року Мохаммад підписав контракт з новоствореную датською командою  ФК «Гельсінгер» . 

### Люнгбю БК
1 вересня 2018 року Люнгбю БК оголосив про підписання угоди з Мохаммедом на чотири роки. 

## Міжнародна кар'єра
Аднан Мохаммад був обраний національну збірну Пакистану з футболу на Чемпіонат SAFF 2018 року, але не зміг потрапити, оскільки його віза не була видана владою Бангладешу. 
Його дебют за збірну відбувся 16 листопада 2018 року в товариській грі проти Палестини, яка закінчилася для них поразкою (2: 1 )  - єдиний забитий гол належить Хасану Баширу. 

## Статистика
Станом на 15 листопада 2018
| Клуб               | Сезон              | Ліга  | Ліга | Кубок | Кубок | Всього | Всього |
| Клуб               | Сезон              | Матчі | Голи | Матчі | Цілі  | Матчі  | Цілі   |
| ------------------ | ------------------ | ----- | ---- | ----- | ----- | ------ | ------ |
| Норшелланн         | 2015–16            | 1     | 0    | 0     | 0     | 1      | 0      |
| Норшелланн         | 2016–17            | 10    | 0    | 2     | 2     | 12     | 2      |
| Норшелланн         | Всього             | 11    | 0    | 2     | 2     | 13     | 2      |
| Арендал            | 2017 рік           | 12    | 1    | 2     | 0     | 14     | 1      |
| Арендал            | Всього             | 12    | 1    | 2     | 0     | 14     | 1      |
| ФК Хельсінгер      | 2017–18            | 31    | 3    | 2     | 0     | 33     | 3      |
| ФК Хельсінгер      | 2018–19            | 5     | 0    | 1     | 0     | 6      | 0      |
| ФК Хельсінгер      | Всього             | 36    | 3    | 3     | 0     | 39     | 3      |
| Люнгбю             | 2018–19            | 25    | 4    | 0     | 0     | 25     | 4      |
| Люнгбю             | 2019–20            | 6     | 0    |       |       | 6      | 0      |
| Люнгбю             | Всього             | 31    | 4    | 0     | 0     | 31     | 4      |
| Загальний показник | Загальний показник | 70    | 6    | 7     | 2     | 77     | 8      |

1. ↑  Includes Danish Cup, Norwegian Football Cup

## Трансферна історія
| Сезон | Дата | Перейшов з | Перейшов в | MV | Примітка |
| ----- | ---- | ---------- | ---------- | -- | -------- |
|       |      |            |            |    |          |
|       |      |            |            |    |          |
|       |      |            |            |    |          |